# Dulowa
Dulowa is een dorp in de Poolse woiwodschap Klein-Polen. De plaats maakt deel uit van de gemeente Trzebinia en telt 1 384 inwoners.

## Verkeer en vervoer
- Station Dulowa